# The Fall of a Saint
The Fall of a Saint é um filme mudo britânico de 1920, do gênero policial, dirigido por W. P. Kellino e estrelado por Josephine Earle, Gerald Lawrence e Dallas Anderson. Foi baseado em um romance de Eric Clement Scott, e feito no Lime Grove Studios, em Shepherd's Bush.

## Elenco
- Josephine Earle ... Condessa de Merthe
- Gerald Lawrence ... Claude Maitland
- Dallas Anderson ... Count de la Merthe
- W.T. Ellwanger ... Elkin Smith
- R. Heaton Grey ... Lord Norten
- Reginald Culhane ... Sport Kenkinson
- Thea Godfrey ... Katie Thimm